# Station Saint-Joseph-le-Castellas
Station St-Joseph Le-Castellas is een spoorwegstation in de Franse gemeente Marseille.